# Urban Lindström
Urban Lindström född 1975 är en svensk översättare.

## Biografi
Lindström har särskilt uppmärksammats för sina översättningar till svenska av Ernst Jüngers krigsskildring I stålstormen och Thomas Manns konservativa stridsskrift En opolitisk mans betraktelser, båda utgivna på Atlantis förlag. Den senare översättningen utförde han tillsammans med Per Landin. För Atlantis räkning har Lindström även översatt den tyske författaren Klaus Hillenbrands biografiska bok Inte med oss, som skildrar en judisk familjs liv på flykt i det nazistiska Tyskland under andra världskriget.

### Familj
Urban Lindström är sonson till friidrottaren och agronomen Gunnar Lindström. 

## Översättningar (urval)
- Peter Terrin: Blanko  (”Blanco”), Bokförlaget Augusti 2006
- Ernst Jünger: Sturm (”Sturm”), Bokförlaget Augusti 2006
- Etienne Leroux: Magersfontein, o Magersfontein! ("Magersfontein, O Magersfontein!"), Bokförlaget Augusti 2007
- Ernst Jünger: I stålstormen (”In Stahlgewittern”), Atlantis 2008
- Klaus Hillenbrand: Inte med oss (”Nicht mit uns”) Atlantis 2010
- Thomas Mann: En opolitisk mans betraktelser (”Betrachtungen eines Unpolitischen”), Atlantis 2012
- Peter Terrin: Kvinnor och barn först - nedmonteringen av AT-289 (”Vrouwen en kinderen eerst - de ontmanteling van AT-289”), Brandgul vitterhet 2013
- Anna Maria Sigmund: Hedersariern (”Des Führers bester Freund. Adolf Hitler, seine Nichte Geli Raubal und der ’Ehrenarier’ Emil Maurice – eine Dreiecksbeziehung”.), Lopinita 2020
- Ernst Jünger: Glasbin (”Gläserne Bienen”), Bokförlaget Augusti 2021
- Johan Daisne: Inertia (”De trein der traagheid”), Bokförlaget Augusti 2021
- Klaus-Jürgen Bremm: Fransk-tyska kriget 1870-71 ("70/71. Preußens Triumph über Frankreich und die Folgen."), Lopinita 2021
- Caroline de Gruyter: Bättre blir det inte: Vad kan det habsburgska riket lära dagens Europa? ("Beter wordt het niet: Een reis door het Habsburgse Rijk en de Europese Unie."), Lopinita 2022
- Ernst Jünger: Det äventyrliga hjärtat ("Das abenteuerliche Herz"), Bokförlaget Augusti 2022
- Ferdinand Bordewijk: Karaktären ("Karakter"), Bokförlaget Augusti 2022
- Peter Terrin: Allt som är blått ("Al het blauw"), Bokförlaget Augusti 2023
- Marian Füssel: Sjuårskriget - 1700-talets världskrig (”Der siebenjährige Krieg”), Lopinita 2023
- Mattias Desmet: Totalitarismens psykologi ("De psychologie van totalitarisme"), Bokförlaget Augusti 2024
- Philipp Blom: Lilla istiden ("Die Welt aus den Angeln: Eine Geschichte der Kleinen Eiszeit von 1570 bis 1700 sowie der Entstehung der modernen Welt, verbunden mit einigen Überlegungen zum Klima der Gegenwart"), Bokförlaget Lopinita 2024